# Parrocchie della diocesi di Caltagirone
Le parrocchie che compongono la diocesi di Caltagirone sono 57, distribuite nei 15 comuni.

## Vicariati
La diocesi di Caltagirone è organizzata in 5 vicariati.
Vicario Generale: don Salvatore De Pasquale

### I Vicariato
Vicario foraneo: don Francesco Di Stefano

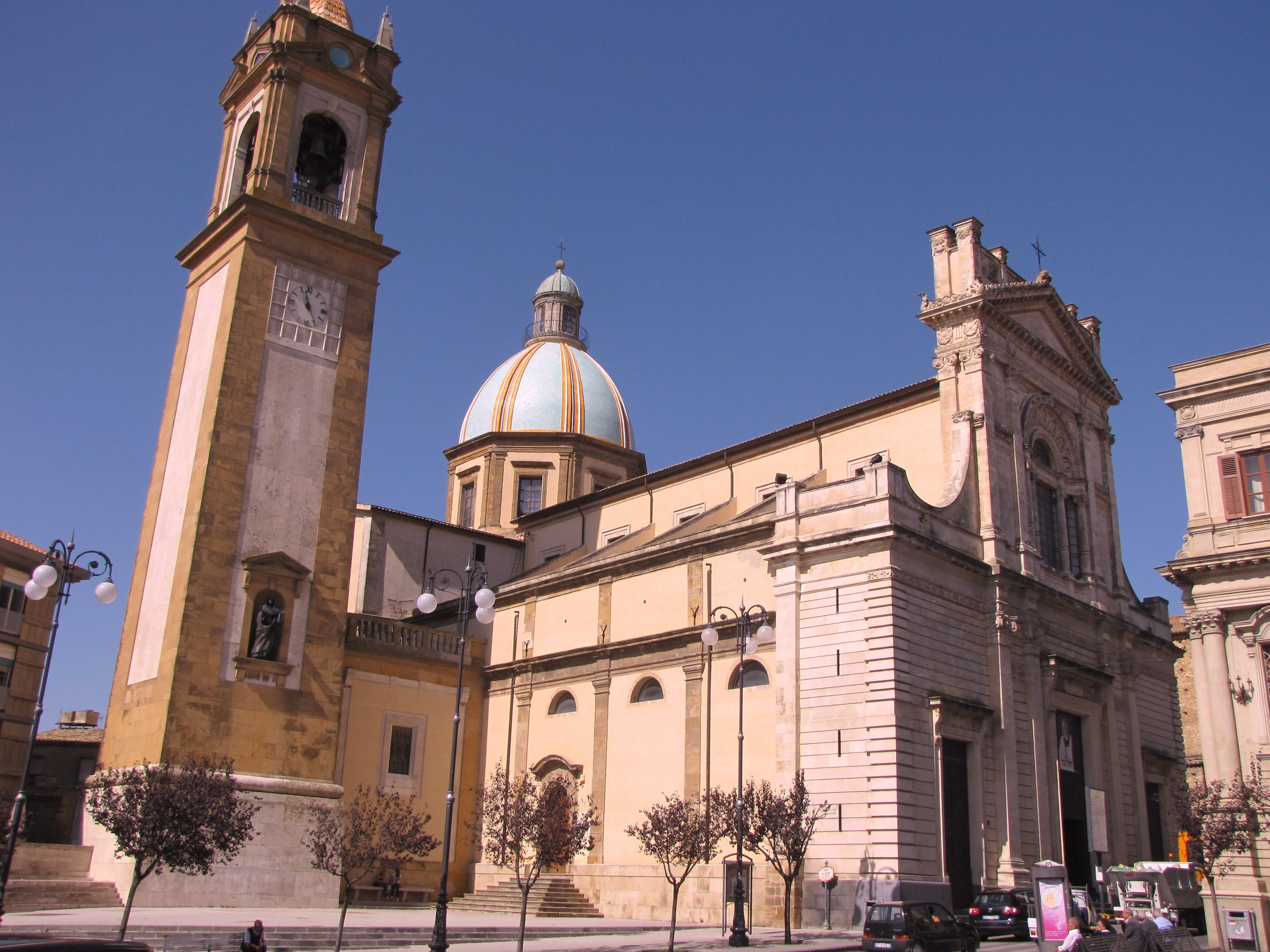
La basilica Cattedrale di San Giuliano a Caltagirone

Il territorio del I Vicariato è costituito dalle 16 parrocchie presenti nel comune di Caltagirone e nelle sue frazioni.
| Parrocchia                 | Comune      | Quartiere/Frazione  | Parroco                                                   | Vicario parrocchiale                         |
| -------------------------- | ----------- | ------------------- | --------------------------------------------------------- | -------------------------------------------- |
| San Giuliano               | Caltagirone | Piazza              | prevosto don Giuseppe Federico                            | don Fabio Raimondi don Luigi De Pasquale     |
| Maria Santissima del Monte | Caltagirone | Matrice             | arcidiacono don Francesco Di Stefano                      | don Rudy Montessuto don Augustin Mbu Ngavuka |
| San Giacomo                | Caltagirone | San Giacomo         | arcidiacono don Nicolò Vitale                             | don Salvatore Gallo                          |
| San Giorgio                | Caltagirone | San Giorgio         | priore don Nicola Cavallaro                               |                                              |
| Maria Santissima del Ponte | Caltagirone | Ponte               | don Francesco Di Stefano                                  | don Rudy Montessuto don Augustin Mbu Ngavuka |
| San Francesco di Paola     | Caltagirone | San Francesco       | don Luciano Agatino Di Silvestro                          |                                              |
| San Pietro                 | Caltagirone | San Pietro          | don Luciano Agatino Di Silvestro                          |                                              |
| Sant'Anna                  | Caltagirone | Stazione            | don Salvatore Abbotto                                     | don Michele Sentina                          |
| Sacra Famiglia             | Caltagirone | Viale               | don Jonathan Astuto                                       |                                              |
| Santa Maria di Gesù        | Caltagirone | Santa Maria di Gesù | fra Stefano Cammarata, O.F.M.                             | fra Giacomo Valenza, O.F.M.                  |
| San Vincenzo de' Paoli     | Caltagirone | Semini              | don Michelangelo Franchino                                |                                              |
| Madonna della Via          | Caltagirone | Viale Europa        | don Francesco Minolfo                                     | don Emmanuele Alessi                         |
| San Giovanni Bosco         | Caltagirone | Boscaiolo           | don Dario Curcio (Parroco in solidum moderatore)          | don Davide Paglia (Parroco in solidum)       |
| Santi Pietro e Paolo       | Caltagirone | Santo Pietro        | don Jurandir Jesus Da Silva (Amministratore parrocchiale) |                                              |
| San Giovanni Battista      | Caltagirone | Granieri            | don Luca Francesco Gandolfo                               |                                              |
| San Paolo Apostolo         | Caltagirone | Piano San Paolo     | don Francesco de Pasquale (Amministratore parrocchiale)   |                                              |

Nel primo vicariato sono presenti i seguenti Santuari Diocesani :
| Santuario                          | Parrocchia                 | Comune      | Quartiere/Frazione   | Rettore                  |
| ---------------------------------- | -------------------------- | ----------- | -------------------- | ------------------------ |
| Maria Santissima del Ponte         | Maria Santissima del Ponte | Caltagirone | Ponte                | don Francesco Di Stefano |
| Santissimo Crocifisso del Soccorso | San Giacomo                | Caltagirone | Signore del Soccorso | don Innocenzo Mangano    |

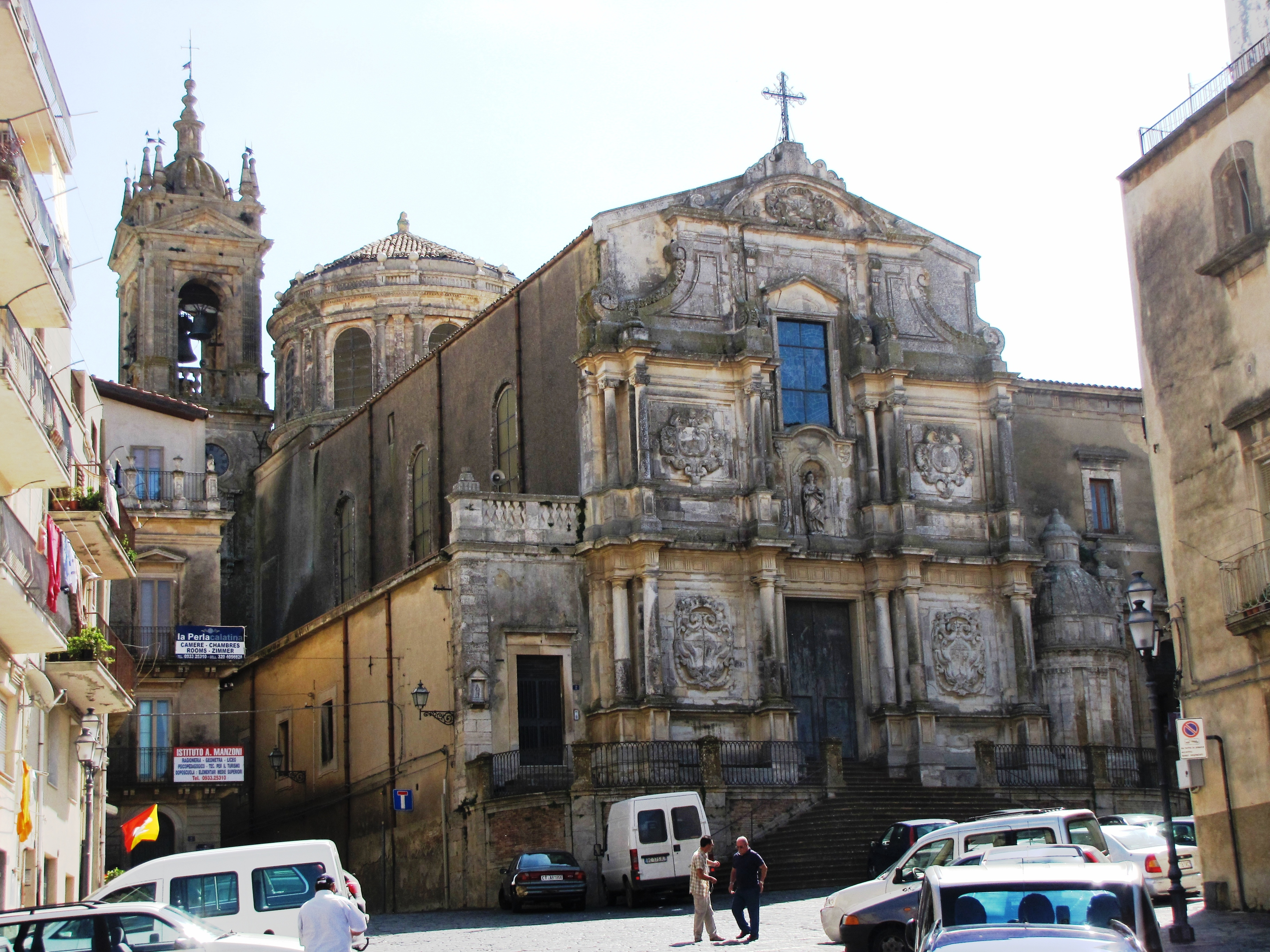
La Chiesa di San Francesco d'Assisi a Caltagirone

Sono, inoltre, presenti le seguenti 25 rettorie:
| Rettoria                                                       | Parrocchia                 | Comune      | Quartiere/Frazione    | Rettore                              |
| -------------------------------------------------------------- | -------------------------- | ----------- | --------------------- | ------------------------------------ |
| Crocifisso                                                     | San Giuliano               | Caltagirone | Piazza                | prevosto don Giuseppe Federico       |
| Sant’Agata                                                     | San Giuliano               | Caltagirone | Piazza                | don Innocenzo Mangano                |
| Chiesa del Gesù                                                | San Giuliano               | Caltagirone | Vecchia Pescheria     | don Antonino Parisi                  |
| Santa Maria degli Angeli                                       | San Giuliano               | Caltagirone | Via Luigi Sturzo      | don Carlos Mariano Ferrara           |
| Santa Rita e Santa Chiara                                      | San Giuliano               | Caltagirone | Vecchia Pescheria     | don Francesco De Pasquale            |
| Sant'Andrea                                                    | San Giuliano               | Caltagirone | San Pietro            |                                      |
| Maria Santissima dell'Annunziata                               | Maria Santissima del Monte | Caltagirone | Carmine               | arcidiacono don Francesco Di Stefano |
| San Giuseppe                                                   | Maria Santissima del Monte | Caltagirone | Piazza                | arcidiacono don Francesco Di Stefano |
| San Nicola                                                     | Maria Santissima del Monte | Caltagirone | Sant'Agostino         | arcidiacono don Francesco Di Stefano |
| Maria Santissima della Stella                                  | San Giacomo                | Caltagirone | Stella                | don Salvatore Gallo                  |
| San Bonaventura                                                | San Giacomo                | Caltagirone | San Bonaventura       | don Fabio Raimondi                   |
| Santissimo Crocifisso del Soccorso                             | San Giacomo                | Caltagirone | Signore del Soccorso  | don Innocenzo Mangano                |
| Maria Santissima del Rosario                                   | San Giorgio                | Caltagirone | Via Luigi Sturzo      | priore don Nicola Cavallaro          |
| Santa Sofia                                                    | San Giorgio                | Caltagirone | Santa Sofia           | priore don Nicola Cavallaro          |
| Santissimo Salvatore                                           | San Giorgio                | Caltagirone | Via Luigi Sturzo      | don Michelangelo Franchino           |
| Chiesa di Maria Santissima Odigitria (Convento dei Cappuccini) | San Giorgio                | Caltagirone | Cappuccini            | padre Giorgio Turturici              |
| San Francesco d'Assisi                                         | San Francesco di Paola     | Caltagirone | Immacolata            | don Nicolò Renda                     |
| Maria Santissima dei Miracoli                                  | San Francesco di Paola     | Caltagirone | Miracoli              | don Luciano Agatino Di Silvestro     |
| Maria Santissima della Neve                                    | San Pietro                 | Caltagirone | Neve                  | don Luciano Agatino Di Silvestro     |
| Sacro Cuore di Gesù                                            | San Pietro                 | Caltagirone | San Pietro            | don Luciano Agatino Di Silvestro     |
| Santa Lucia                                                    | San Pietro                 | Caltagirone | Santa Lucia           | don Luciano Agatino Di Silvestro     |
| Santi Angeli Custodi                                           | Sant'Anna                  | Caltagirone | Via Principessa Maria | don Sebastiano Caniglia              |
| Santa Teresa di Calcutta                                       | San Vincenzo de' Paoli     | Caltagirone | Semini                | don Michelangelo Franchino           |
| San Bartolomeo                                                 | Diocesi di Caltagirone     | Caltagirone | San Bartolomeo        | don Salvatore Luca                   |
| Santa Maddalena di Canossa                                     | Diocesi di Caltagirone     | Caltagirone | Città dei Ragazzi     | don Rudy Montessuto                  |

### II Vicariato
Vicario foraneo: don Luccio Gatto

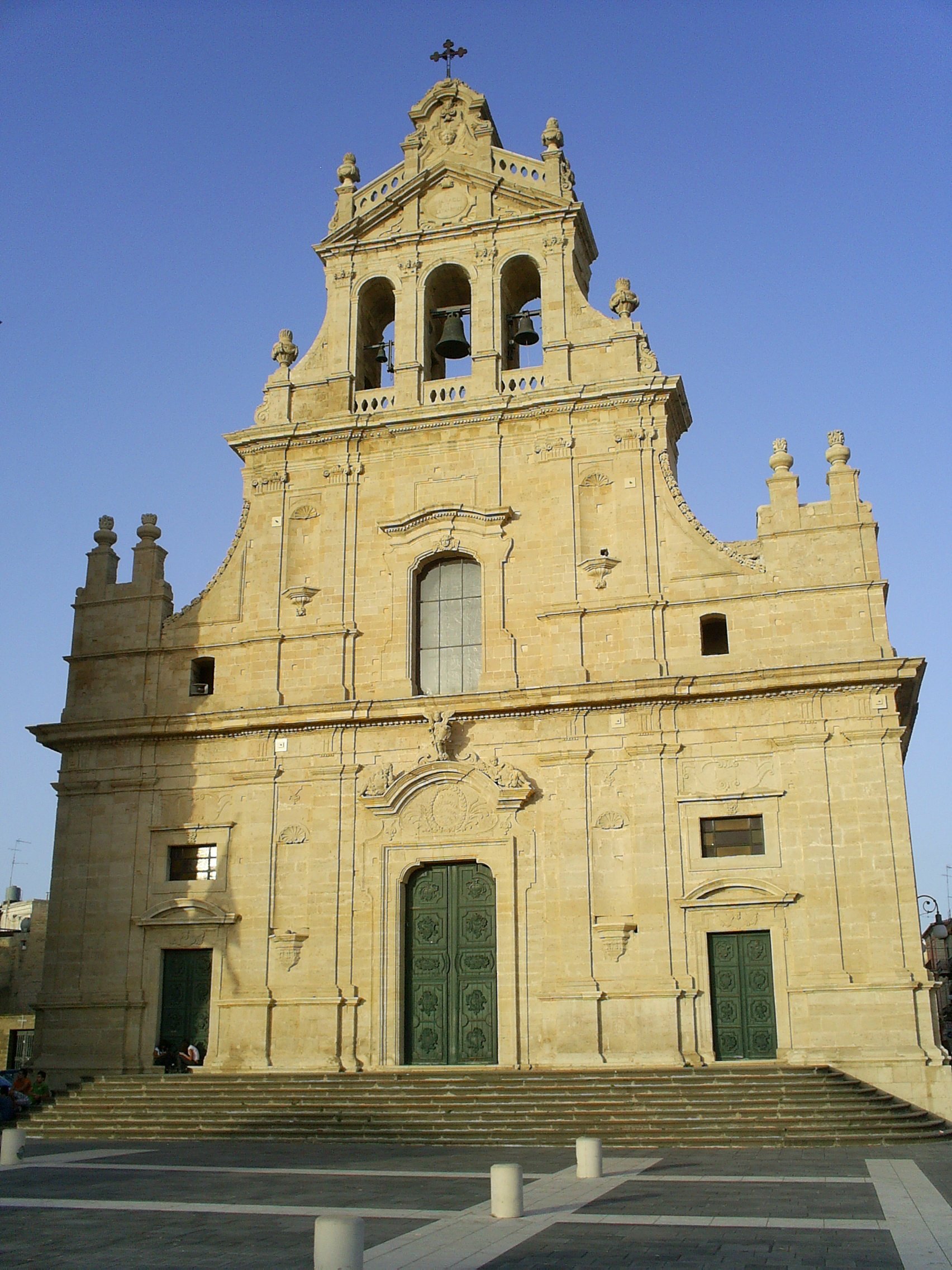
La chiesa Madre di San Michele Arcangelo a Grammichele

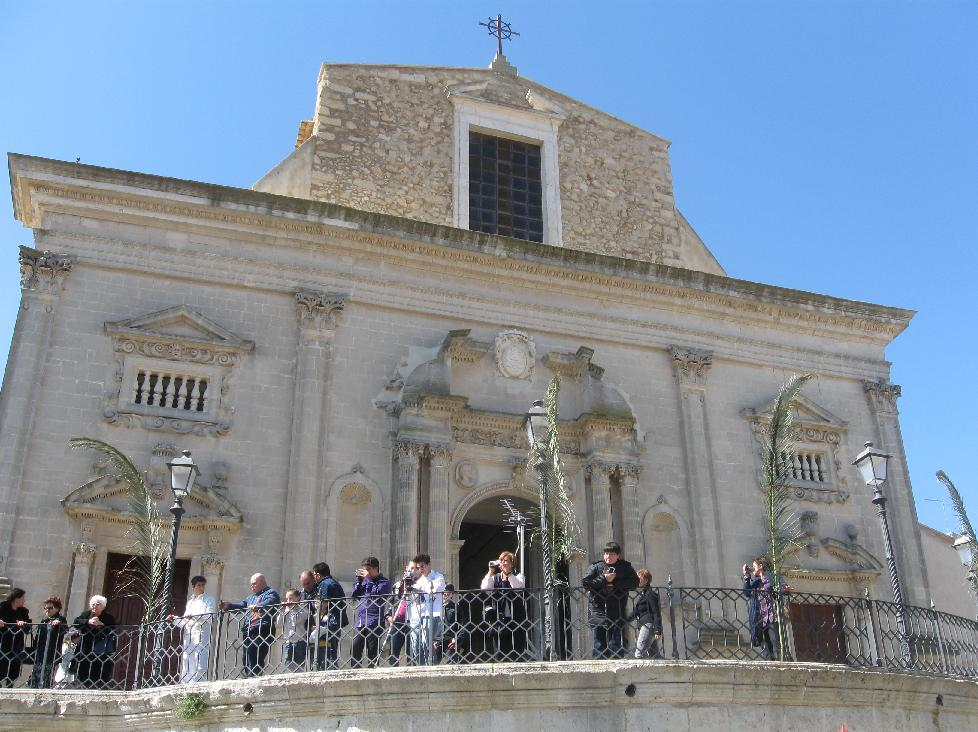
La chiesa Madre di Santa Margherita a Licodia Eubea

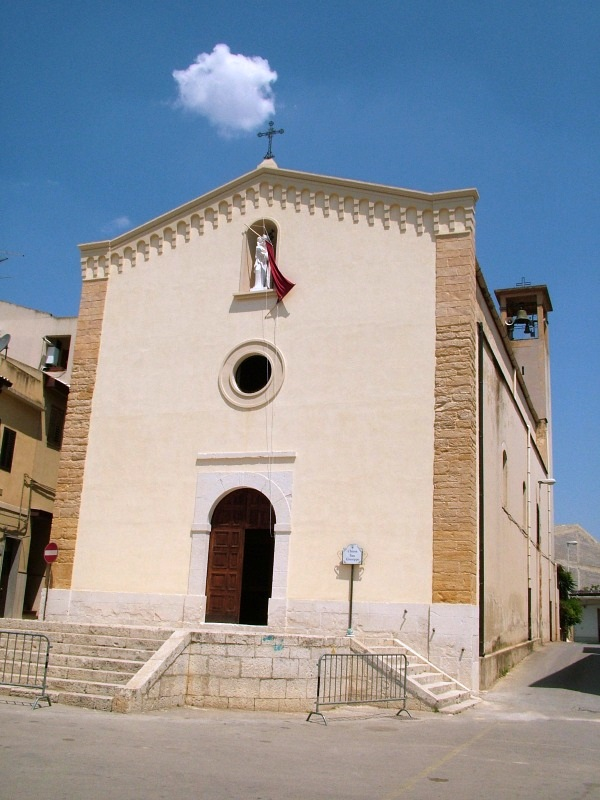
La chiesa Madre di San Giuseppe a Mazzarrone

Il territorio del II Vicariato è costituito dalle 19 parrocchie presenti nei comuni di Grammichele, Licodia Eubea, Mazzarrone, Mineo e Vizzini. 
| Parrocchia                                  | Comune        | Quartiere/Frazione | Parroco                                                    | Vicario parrocchiale                                      |
| ------------------------------------------- | ------------- | ------------------ | ---------------------------------------------------------- | --------------------------------------------------------- |
| San Michele Arcangelo                       | Grammichele   | Centro             | don Giuseppe Casanova                                      | don Carmelo Finocchiaro padre Dominic Savio Kulandaiswamy |
| Spirito Santo                               | Grammichele   | Centro             | don Giuseppe Casanova                                      | don Carmelo Finocchiaro                                   |
| Sant'Anna                                   | Grammichele   | Centro             | don Kristianus Bi Dai,S.D.V. (Amministratore parrocchiale) |                                                           |
| Santa Maria di Lourdes                      | Grammichele   | Centro             | don Gioacchino Pusano                                      |                                                           |
| Gesù Adolescente                            | Grammichele   | Centro             | don Massimiliano D'Auria, S.D.V.                           |                                                           |
| Maria Santissima Addolorata                 | Grammichele   | Centro             | don Massimiliano D'Auria, S.D.V.                           | don Rivo Stephan Anjarasoa, S.D.V.                        |
| Santa Margherita                            | Licodia Eubea | Centro             | don Fabio Gaetano Randello                                 |                                                           |
| Santa Lucia                                 | Licodia Eubea | Centro             | don Fabio Gaetano Randello                                 |                                                           |
| Santa Maria degli Angeli                    | Licodia Eubea | Centro             | fra Pietro Iacono, O.F.M. Cap.                             |                                                           |
| San Giuseppe                                | Mazzarrone    | Centro             | don Luccio Gatto                                           | don Marcello Lo Bianco                                    |
| Sacro Cuore di Gesù                         | Mazzarrone    | Centro             | don Luccio Gatto                                           | don Marcello Lo Bianco                                    |
| Santa Maria del Rosario                     | Mazzarrone    | Centro             | don Luccio Gatto                                           | don Marcello Lo Bianco                                    |
| Santa Agrippina                             | Mineo         | Centro             | don Matteo Luigi Malgioglio                                |                                                           |
| Santa Maria Maggiore                        | Mineo         | Centro             | don Agatino Zappulla                                       |                                                           |
| San Pietro                                  | Mineo         | Centro             | don Santo Cammisuli                                        |                                                           |
| Santi Gregorio Magno e Giovanni Evangelista | Vizzini       | Centro             | don Sebastiano Cristaudo                                   |                                                           |
| Sant'Agata                                  | Vizzini       | Centro             | don Antonino Maugeri                                       |                                                           |
| San Sebastiano                              | Vizzini       | Centro             | monsignor Angelo Geraci                                    | don Christian Kouene Mouanda                              |
| San Giovanni Battista                       | Vizzini       | Centro             | monsignor Angelo Geraci                                    |                                                           |

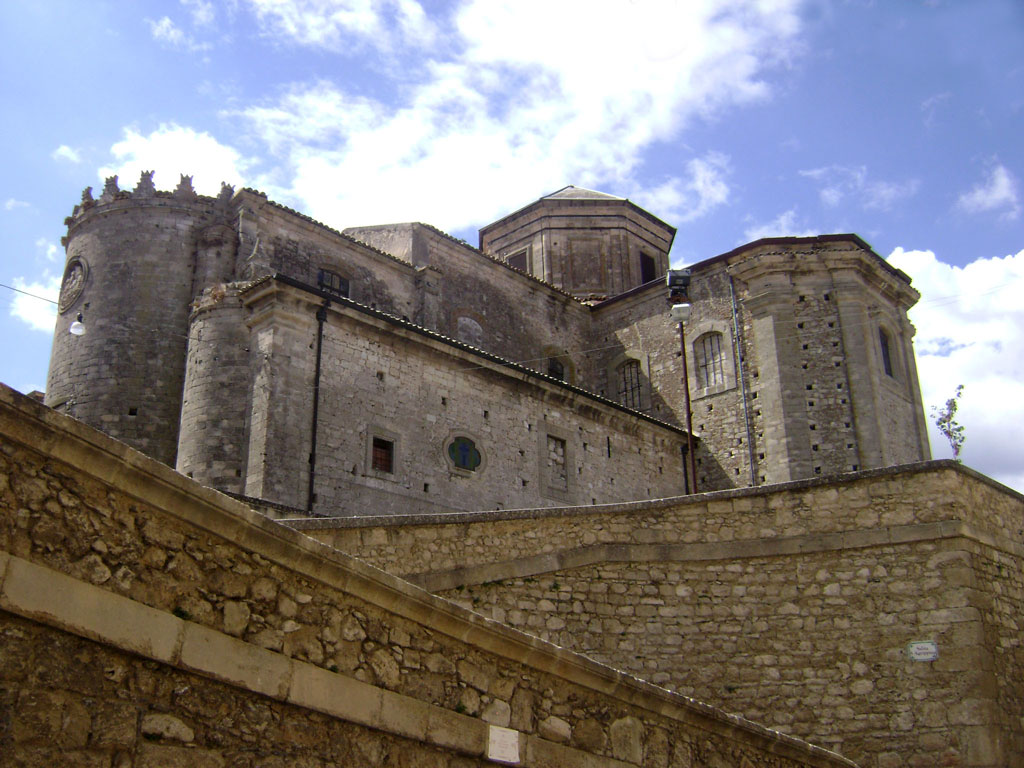
La Chiesa di Sant'Agrippina a Mineo

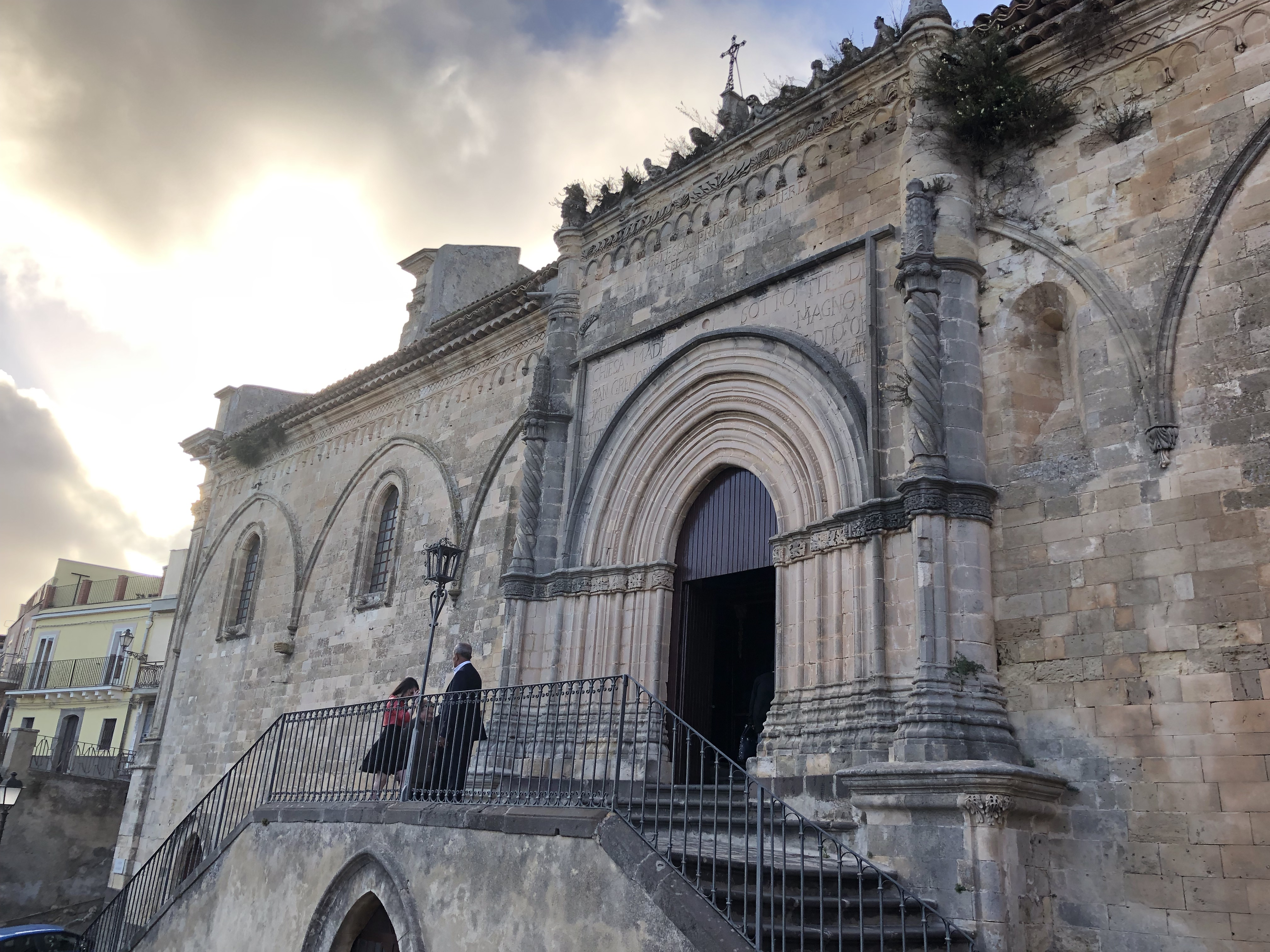
La chiesa madre di San Gregorio Magno a Vizzini

Nel secondo vicariato sono presenti i seguenti Santuari Diocesani:
| Santuario                      | Parrocchia    | Comune      | Quartiere/Frazione | Rettore              |
| ------------------------------ | ------------- | ----------- | ------------------ | -------------------- |
| Santa Maria Maggiore del Piano | Spirito Santo | Grammichele | Madonna del Piano  | don Salvatore Luca   |
| Madonna del Pericolo           | Sant'Agata    | Vizzini     | Centro             | don Antonino Maugeri |

Sono, inoltre, presenti le seguenti 29 rettorie.
Nel comune di Grammichele:
- Chiesa dell'Immacolata Concezione (Parrocchia Sant'Anna)
- Chiesa di San Giuseppe (Parrocchia Matrice - San Michele Arcangelo)
- Chiesa di San Leonardo (Parrocchia Matrice - San Michele Arcangelo)
- Chiesa di San Raffaele Arcangelo (Parrocchia Spirito Santo)
- Chiesa di San Rocco (Parrocchia Spirito Santo)
- Chiesa di Sant'Angela Merici - Oratorio pubblico

Nel comune di Licodia Eubea:
- Chiesa del Calvario (Parrocchia Santa Maria degli Angeli)
- Chiesa del Crocifisso (Parrocchia Matrice - Santa Margherita)
- Chiesa del Monastero di San Benedetto e Santa Chiara (Parrocchia Matrice - Santa Margherita)
- Chiesa di Maria Santissima del Carmine (Parrocchia Matrice - Santa Margherita)
- Chiesa di Maria Santissima del Rosario (Parrocchia Matrice - Santa Margherita)

Nel comune di Mazzarrone:
- Chiesa della Madonna della Catena (Parrocchia Matrice - San Giuseppe)

Nel comune di Mineo:
- Chiesa di San Tommaso Apostolo (Collegio) (Parrocchia Santa Agrippina)
- Chiesa di Santa Caterina d’Alessandria (Parrocchia Santa Agrippina)
- Chiesa di Maria Santissima Odigitria (Parrocchia Santa Maria Maggiore)
- Chiesa di San Francesco d’Assisi (Parrocchia Santa Maria Maggiore)

Nel comune di Vizzini:
- Basilica di San Vito (Parrocchia Matrice - San Gregorio Magno)
- Chiesa del Calvario (Parrocchia San Sebastiano)
- Chiesa del Crocifisso alla Niviera
- Chiesa della Madonna dei Campi
- Chiesa della Madonna del Petraro
- Chiesa della Santissima Annunziata (Conventuale)
- Chiesa di Maria Santissima del Carmine
- Chiesa di San Francesco di Paola
- Chiesa di San Michele Arcangelo
- Chiesa di San Nicolò dei Greci
- Chiesa di Sant'Agostino
- Chiesa di Sant'Anna
- Chiesa di Sant’Antonio Abate
- Chiesa di Sant'Eligio
- Chiesa di Santa Barbara
- Chiesa di Santa Maria dei Greci
- Chiesa di Santa Maria di Gesù
- Chiesa di Santa Teresa

### III Vicariato
Vicario foraneo: don Francesco Messina

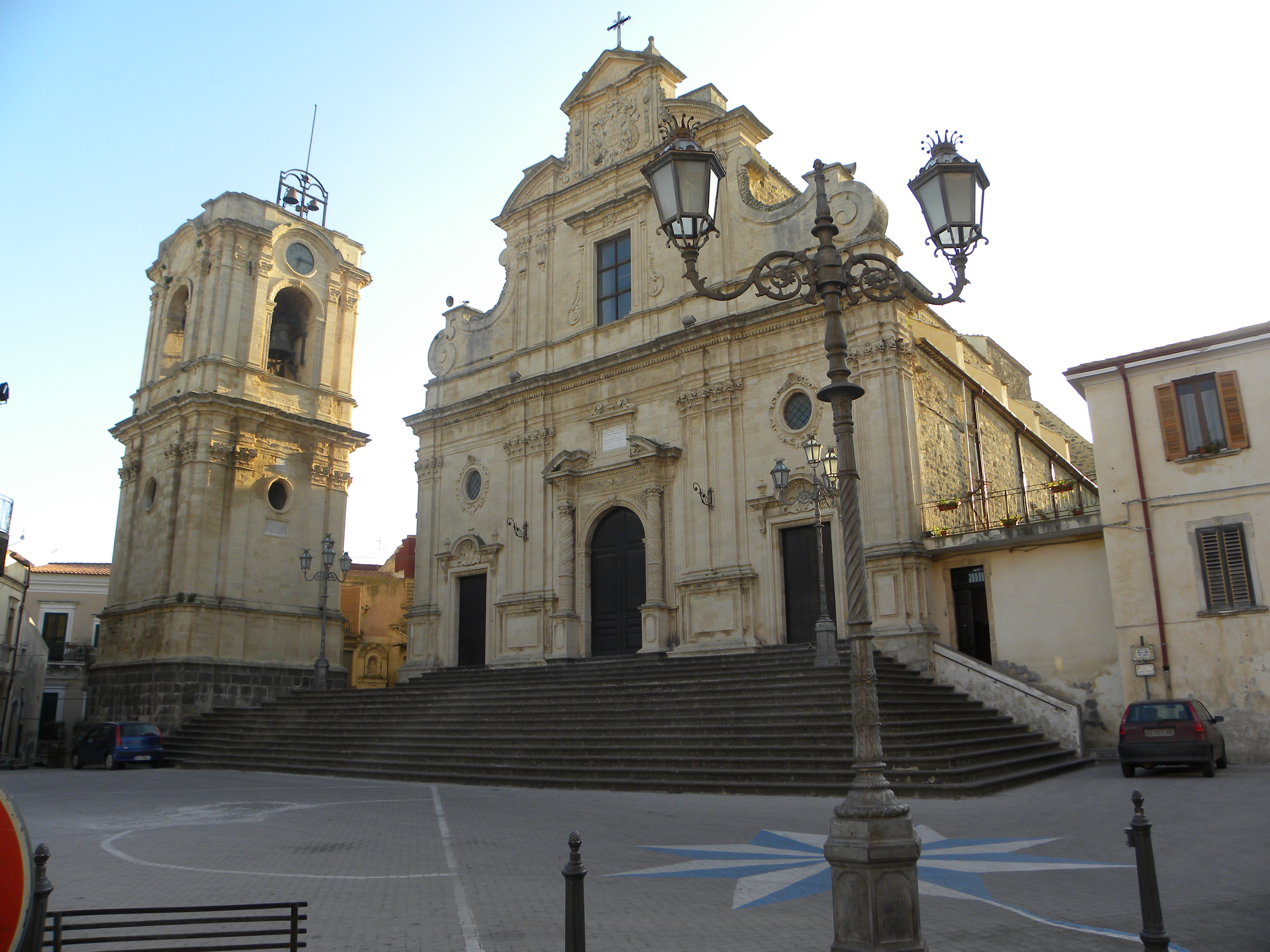
Il Santuario di Santa Maria della Stella a Militello in Val di Catania

Il territorio del III Vicariato è costituito dalle 11 parrocchie presenti nei comuni di Militello in Val di Catania, Palagonia e Scordia.
| Parrocchia                                | Comune                      | Quartiere/Frazione | Parroco                                            | Vicario parrocchiale           |
| ----------------------------------------- | --------------------------- | ------------------ | -------------------------------------------------- | ------------------------------ |
| Matrice San Nicolò - Santissimo Salvatore | Militello in Val di Catania | Centro             | don Luca Berretta                                  |                                |
| Santa Maria della Stella                  | Militello in Val di Catania | Centro             | don Giuseppe Alessandro Luparello                  |                                |
| San Benedetto                             | Militello in Val di Catania | Centro             | don Luca Berretta                                  |                                |
| Matrice - San Pietro                      | Palagonia                   | Centro             | don Sebastiano Di Benedetto                        |                                |
| Immacolata Concezione                     | Palagonia                   | Centro             | don Francesco Faraci (Amministratore parrocchiale) |                                |
| Madonna di Trapani                        | Palagonia                   | Centro             | don Pietro Sortino                                 |                                |
| San Giuseppe                              | Palagonia                   | Centro             | don Salvatore La Rocca                             | don Cremieux Christel Moussoy  |
| Matrice San Rocco                         | Scordia                     | Centro             | don Vito Valenti                                   | don Gaetano Sebastiano Tomagra |
| San Giuseppe                              | Scordia                     | Centro             | don Sebastiano Caniglia                            |                                |
| Santa Maria Maggiore                      | Scordia                     | Centro             | don Francesco Messina                              |                                |
| San Domenico Savio                        | Scordia                     | Montagna           | don Rocco Todero                                   |                                |

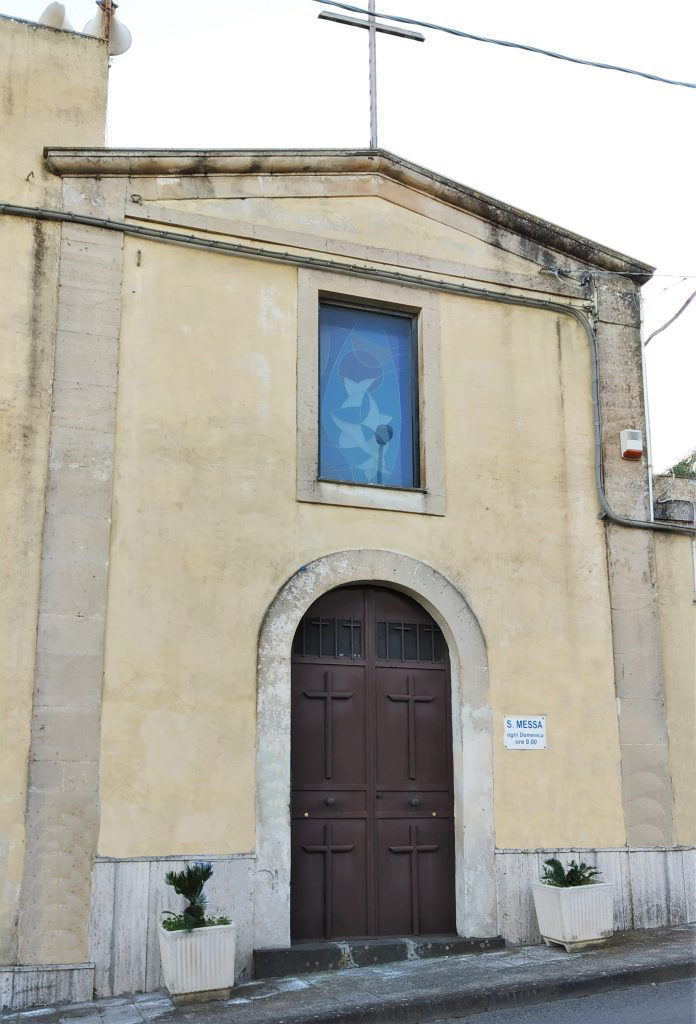
La Chiesa della Madonna della Stella a Scordia

Nel terzo vicariato è presente il seguente Santuario Diocesano:
- Santa Maria della Stella (Militello in Val di Catania)

Sono presenti, inoltre, le seguenti 25 rettorie.
Nel comune di Militello in Val di Catania:
- Chiesa del Calvario (Parrocchia Matrice San Nicolò - Santissimo Salvatore)
- Chiesa dell'Immacolata
- Chiesa di Maria Santissima della Catena
- Chiesa di Maria Santissima dello Spasimo
- Chiesa di Sant’Agata
- Chiesa di Sant’Antonio di Padova
- Chiesa dell'Angelo Custode
- Chiesa del Purgatorio
- Chiesa di Santa Maria la Vetere
- Chiesa di Santa Maria delle Grazie
- Chiesa del Santissimo Sacramento del Circolo
- Chiesa di San Giovanni Battista
- Chiesa di San Sebastiano
- Cappella dell'Ospedale Basso Ragusa Mario (Diocesi di Caltagirone)

Nel comune di Palagonia:
- Chiesa del Crocifisso
- Chiesa di Santa Maria delle Grazie
- Chiesa di San Nicola
- Chiesa dell’Annunziata
- Chiesa di San Sebastiano
- Chiesa di Sant’Antonio Abate
- Chiesa di Santa Maria di Belverde

Nel comune di Scordia:
- Chiesa di Sant'Antonio al Convento
- Chiesa di San Gregorio Magno (Purgatorio)
- Chiesa di Santa Liberata
- Chiesa di Gesù Redentore
- Chiesa della Madonna della Stella

### IV Vicariato
Vicario foraneo: don Giovanni Dimartino

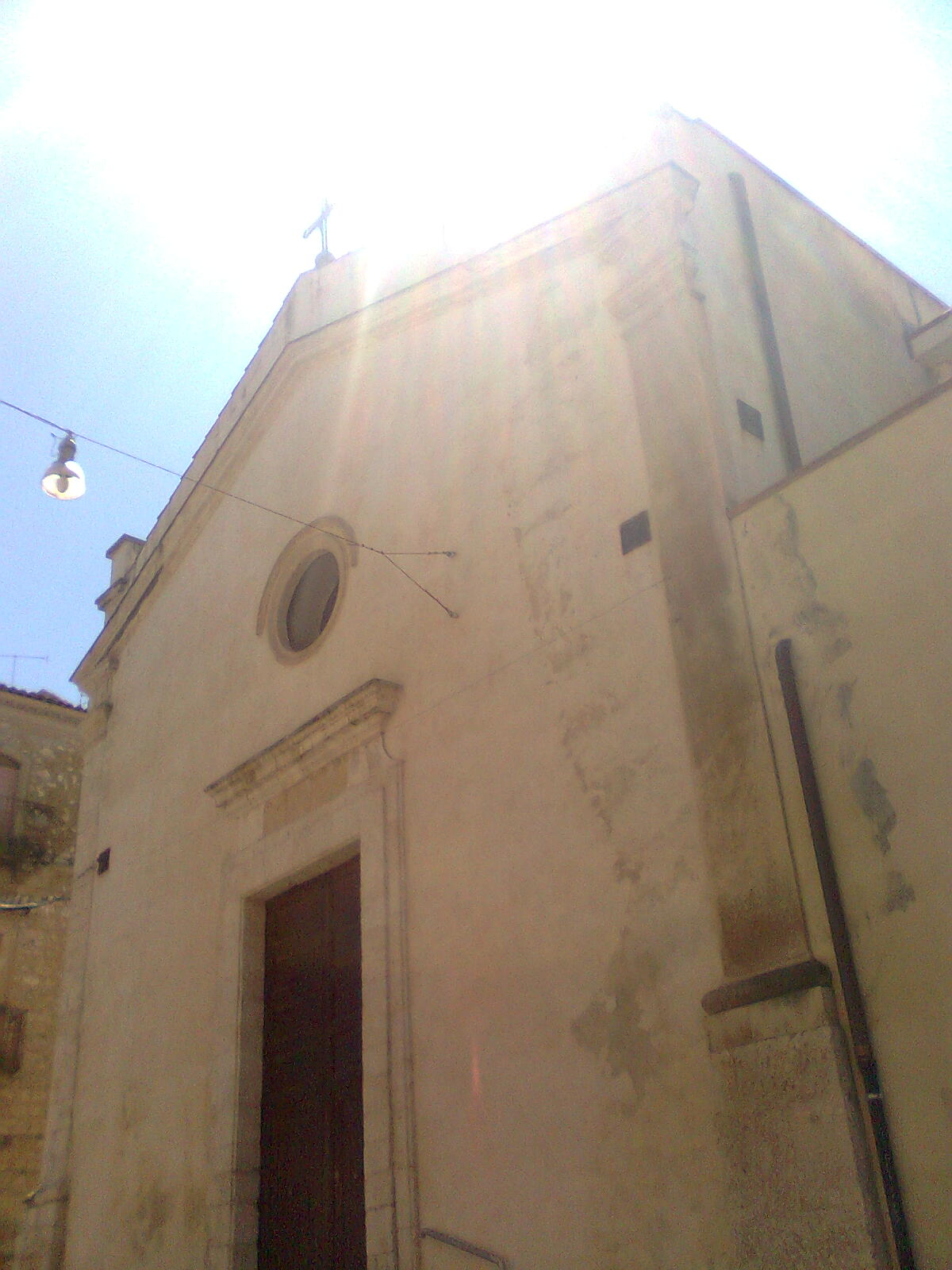
La Chiesa Madre della Natività di Maria Santissima a Ramacca

Il territorio del IV Vicariato è costituito dalle 7 parrocchie presenti nei comuni di Castel di Iudica, Raddusa e Ramacca. 
| Parrocchia                         | Comune           | Quartiere/Frazione | Parroco                     | Vicario parrocchiale                                                   |
| ---------------------------------- | ---------------- | ------------------ | --------------------------- | ---------------------------------------------------------------------- |
| Santa Maria delle Grazie           | Castel di Iudica | Centro             | don Giovanni Simone Noto    | padre Jeyaraj Arockiasamy, M.S.F.S. padre Britto Devasagayam, M.S.F.S. |
| Santa Maria del Rosario            | Castel di Iudica | Giumarra           | don Giovanni Simone Noto    | padre Jeyaraj Arockiasamy, M.S.F.S. padre Britto Devasagayam, M.S.F.S. |
| San Francesco d'Assisi             | Castel di Iudica | Franchetto         | don Giovanni Simone Noto    | padre Jeyaraj Arockiasamy, M.S.F.S. padre Britto Devasagayam, M.S.F.S. |
| Immacolata Concezione              | Raddusa          | Centro             | don Mauro Ciurca            |                                                                        |
| Natività di Maria Santissima       | Ramacca          | Centro             | don Nunzio Antonino Valdini | padre Packia Sathish Kumar Jesu, M.S.F.S.                              |
| San Giuseppe                       | Ramacca          | Centro             | don Giovanni Dimartino      | don Raffaele Novello                                                   |
| Maria Santissima della Provvidenza | Ramacca          | Libertinia         | don Pietro Mannuca          |                                                                        |

Nel quarto vicariato sono presenti le seguenti 6 rettorie.
Nel comune di Castel di Iudica:
- Chiesa del Sacro Cuore (frazione di Cinquegrana)
- Chiesa di San Giuseppe (frazione di Carrubbo)
- Chiesa di San Michele Arcangelo
- Chiesa di Maria Santissima del Rosario (Eremo di Monte Scalpello)

Nel comune di Ramacca:
- Chiesa di Santa Rita
- Chiesa del Sacro Cuore

### V Vicariato
Vicario foraneo: don Marco Casella

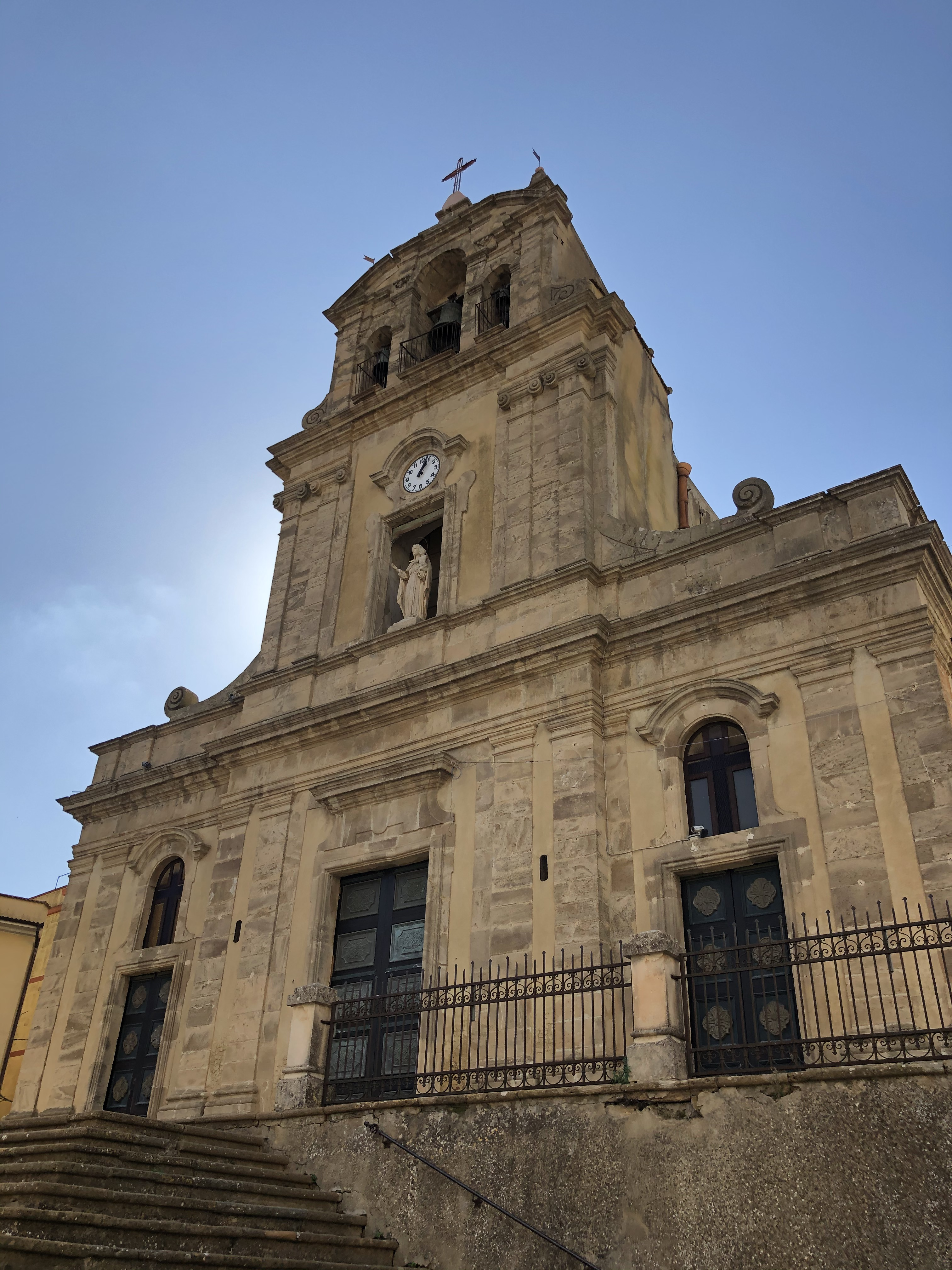
La Chiesa Madre di Maria Santissima delle Grazie a Mirabella Imbaccari

Il territorio del V Vicariato è costituito dalle 4 parrocchie presenti nei comuni di Mirabella Imbaccari, San Cono e San Michele di Ganzaria.
| Parrocchia                                        | Comune                  | Quartiere/Frazione | Parroco                                                                   | Vicario parrocchiale  |
| ------------------------------------------------- | ----------------------- | ------------------ | ------------------------------------------------------------------------- | --------------------- |
| Matrice - San Giuseppe e Santa Maria delle Grazie | Mirabella Imbaccari     | Centro             | don Marco Casella                                                         |                       |
| Sacro Cuore di Gesù                               | Mirabella Imbaccari     | Centro             | don Marco Casella                                                         | don Antonino Fiscella |
| Santa Maria delle Grazie                          | San Cono                | Centro             | don Paolo Politi                                                          |                       |
| San Michele Arcangelo                             | San Michele di Ganzaria | Centro             | padre Jayaseela Rajan Arockiasamy, M.S.F.S. (Amministratore parrocchiale) |                       |

Nel quinto vicariato sono presenti le seguenti 6 rettorie.
Nel comune di Mirabella Imbaccari:
- Chiesa "do Signuruzzu"

Nel comune di San Cono:
- Chiesa del Crocifisso
- Chiesa dello Spirito Santo

Nel comune di San Michele di Ganzaria:
- Chiesa del Calvario (Parrocchia San Michele Arcangelo)
- Chiesa di Maria Santissima del Rosario
- Chiesa di San Giuseppe